# Побігуца Борис Олександрович
Бори́с Олекса́ндрович Побігу́ца (*1946, Бобринець) — Композитор, музикант (віолончеліст), заслужений артист Росії (1998).

## Біографічні дані
Після 6-го класу Борис навчався в Кривому Розі. Там за 2 роки закінчив 7 класів музичної школи по класу віолончелі. Після 8-го класу закінчив Дніпропетровське музичне училище ім. М. Глінки. Потім навчався в Київській консерваторії, яку закінчив з відзнакою. Нині працює завідувачем кафедри Краснодарської консерваторії. Доцент.
З концертною діяльністю був у Німеччині, Туреччині, Японії, Англії, Шотландії.
Лауреат кількох премій.